# Täglicher Wetterbericht
Der Tägliche Wetterbericht war eine tägliche Publikation des Meteorologischen Dienstes der DDR.

## Geschichte
Der Tägliche Wetterbericht wurde seit 1947 durch den Deutschen Meteorologischen Dienst in der Sowjetisch Besetzten Zone in Potsdam herausgegeben. Dieser war mit einer täglichen Wetterkarte verbunden, die auch in Leipzig erschien. Seit 1964 war der Herausgeber die Zentrale Wetterdienststelle des Meteorologischen Dienstes der DDR.
Der Tägliche Wetterbericht konnte durch den Postzeitungsvertrieb täglich zugestellt werden, wie andere Zeitungen und Zeitschriften auch. Er war die einzige nicht politische Tageszeitung in der DDR.
1990 wurde das Erscheinen eingestellt.